# Loceri
Loceri – miejscowość i gmina we Włoszech, w regionie Sardynia, w prowincji Nuoro. Graniczy z Bari Sardo, Ilbono, Lanusei, Osini i Tertenia.
Według danych na rok 2004 gminę zamieszkiwało 1335 osób, 70,3 os./km².